# Looking for Freedom (sång)
Looking for Freedom är en sång skriven och komponerad av Garry Cowton (text) och Jack White (musik). Den spelades ursprungligen in av Marc Seaberg år 1978. Sångtexten handlar om en ung man som föddes som en rik mans son och hade pengar, men den unge mannen tycker själv att han inte har någon frihet.

## Andra inspelningar
Senare under 1978 spelades sången in av Tony Marshall på tyska, då under titeln Auf der Straße nach Süden.
1988 spelades sången in av David Hasselhoff, som även släppte den på singel samma år. Den placerade sig på första plats på hitlistorna i Västtyskland, och tredje plats i Schweiz. Frihetstemat kom snart att få en storpolitisk tolkning. I samband med Berlinmurens fall i november 1989. Den 31 december, nyårsafton, samma år framfördes sången live av David Hasselhoff, stående på toppen av den då delvis rivna muren.
Kikki Danielsson spelade in sången på sitt album I dag & i morgon, som släpptes i april 2006. Fastän hon är en kvinna sjöng hon originaltexten.

## Övrigt
- I juni 2006 hävdade den tyske basketbollspelaren Dirk Nowitzki att han brukar nynna på sången före frikast.[5]

## Listplaceringar
| Lista (1989)                        | Topplacering |
| ----------------------------------- | ------------ |
| Frankrike (SNEP)                    | 12           |
| Nederländerna (Mega Single Top 100) | 31           |
| Schweiz (Swiss Music Charts)        | 1            |
| Österrike (Ö3 Austria Top 40)       | 1            |